# Гарсия Тейшейра, Луан
Луа́н Гарси́я Тейше́йра (порт.-браз. Luan Garcia Teixeira); род. 10 мая 1993, Витория) — бразильский футболист, защитник клуба «Палмейрас». Олимпийский чемпион Игр в Рио-де-Жанейро 2016 года.

## Биография

### Клубная карьера
Луан родился в Витории, но вырос в Фундане, штате Эспириту-Санту. Является воспитанником «Васко да Гама». Он с детства играл в футбол и выделялся на различных соревнованиях, и однажды его пригласили в Рио-де-Жанейро на просмотр. Он был там хорошо принят и начал свою карьеру. Его часто сравнивают со звездами «Васко да Гамы», одним из которых является Мауро Галван.
8 июля 2009 года он подписал свой первый профессиональный контракт с клубом. 3 июля 2012 был переведён в основную команду клуба, чьей частью является и по сей день. Луан впервые попал в заявку перед матчем чемпионата Бразилии с «Коринтианс» на стадионе «Сан-Жануарио». Свой первый матч за основную команду в чемпионате Бразилии Луан провёл 5 сентября 2012 против «Наутико» на стадионе «Дос Афлитос», выйдя на замену за 16 минут до конца встречи. Следующую игру против «Баии» он начал уже в основном составе. Свой первый гол он забил в 27-м туре в матче против «Фигейренсе». В 2015 и 2016 годах выигрывал с «адмиралами» чемпионат штата Рио-де-Жанейро.
С 2017 года выступает за «Палмейрас». В первый же год занял второе место в чемпионате Бразилии, а в 2018 году помог «свиньям» стать чемпионами. В 2020 году помог своей команде стать чемпионом штата Сан-Паулу и выиграть Кубок Бразилии. В розыгрыше Кубка Либертадорес 2020 сыграл в восьми матчах. Помог своей команде во второй раз в истории выиграть этот трофей. В конце 2021 года во второй раз подряд выиграл Кубок Либертадорес.

### Международная карьера
Луан дебютировал в молодёжной сборной Бразилии 23 февраля 2010 года в матче Кубка восьми наций против сборной ЮАР. В следующей игре против Кении он забил свой единственный гол за сборную. В январе 2013 года был включен в состав сборной Бразилии на молодёжном чемпионате Южной Америки.
На домашней Олимпиаде в Рио-де-Жанейро стал Олимпийским чемпионом.

## Достижения
- Чемпион штата Сан-Паулу: 2020
- Чемпион штата Рио-де-Жанейро (2): 2015, 2016
- Чемпион Кубка Бразилии: 2020
- Обладатель Кубка Либертадорес (2): 2020, 2021
- Олимпийский чемпион: 2016